# Vlugge Japie
Vlugge Japie is een personage uit de hoorspellen en televisieseries van Bassie en Adriaan. Hij is een van de boeven die werken voor de Baron. Hij wordt gespeeld door Bas van Toor, die eveneens de rol van Bassie speelt.
Vlugge Japie kwam voor het eerst voor in de Bassie en Adriaan hoorspelen. Toen deze werden bewerkt tot de televisieserie Het geheim van de schatkaart (1987) nam Van Toor wederom de rol van Vlugge Japie op zich en hij speelde hem in alle volgende series waarin het personage voorkwam.
De vroegere chauffeur en geluidstechnicus van Bas en Aad van Toor, Joop Troost, stond model voor het personage. Wanneer hem gevraagd werd om vlug iets te doen, antwoordde hij telkens: "Ho, ho, niet zo jagen", een zin die Vlugge Japie ook geregeld uitspreekt. In de serie wordt gezegd dat Vlugge Japie de naam 'Vlugge' heeft gekregen omdat hij zo snel brandkasten kraakt en binnen de kortste keren uit de gevangenis ontsnapt.
Vlugge Japie is de handige man van de Baron. Hij pikt auto's, breekt sloten open en doet vrijwel alle andere klusjes die de Baron hem opdraagt. Meestal wordt hij gezien met een sleutelhanger vol sleutels, lopers en andere ijzeren aanhangsels, die hem in staat stellen zelfs de lastigste brandkasten of sloten te kraken. Net als Bassie is hij te herkennen aan zijn felrode haar, maar dit is bij hem een stuk korter en in een wilder stekelkapsel gekamd. Zijn kleding bestaat uit een rood overhemd, bruin leren jack, gele stropdas en zwarte broek. Japie praat met een herkenbare hoge stem en kijkt meestal verschrikkelijk scheel, al lijkt hij geen problemen met zijn gezichtsvermogen te hebben. Ondanks zijn naam houdt Japie er niet van om te rennen of opgejaagd te worden door andere boeven.
Vlugge Japie is een vast personage in de series Het Geheim van de Schatkaart, De verdwenen kroon en De Verzonken Stad. In De Geheimzinnige Opdracht komt hij alleen in de eerste aflevering even voor, waarin hij De Baron in de steek laat zodra die aangeeft nog altijd wraak te willen nemen op Bassie en Adriaan. Verder heeft hij een bijrol in de eerste paar afleveringen van De reis vol verrassingen. In deze serie is hij blijkbaar verhuisd naar Curaçao, waar hij toch Bassie en Adriaan weer tegen het lijf loopt. Wanneer hij hoort dat de twee achter een pakje aanzitten (niet wetende dat dit een valstrik is van de Baron), denkt hij dat hier iets kostbaars in zit. Hij steelt het pakje voordat Bassie en Adriaan het kunnen vinden (het ligt op de brug vlak bij het hotel waar de boeven zich schuilhouden). Hierdoor verstoort hij onbedoeld het wraakplan van zijn voormalige baas, De Baron. Dat komt Vlugge Japie duur te staan, want in het pakje dat hij gestolen heeft, zit een bom die ontploft als je aan het touwtje trekt. Dit deed Vlugge Japie, waarbij de bom in zijn handen ontplofte. Hierna zei Vlugge Japie dat als Bassie en Adriaan in de buurt zijn, hij altijd in de problemen komt.
Verder was Vlugge Japie te zien in de speciale uitzending De Verdwenen Trosster die werd gemaakt ter gelegenheid van 30 jaar TROS. Ook speelde hij een bijrol in de film Keet & Koen en de Speurtocht naar Bassie & Adriaan; hierin waren zowel Vlugge Japie als de Baron ouder geworden en niet meer in staat om zelf wraak te nemen op hun aartsvijanden.
Bas van Toor vertolkte Vlugge Japie voor de laatste keer in 2017 toen hij een signeersessie deed in het museum in Vlaardingen. In het clipje dat voor promotiedoeleinden werd gebruikt, is Vlugge Japie te zien terwijl hij de rekwisieten van de tentoonstelling bekijkt. Hij krijgt een telefoontje van de Baron, die vraagt waar hij uithangt. Japie antwoordt dat hij op "een plek is waar alles wat wij ooit van Bassie en Adriaan gejat hebben, tentoon is gesteld". Op de vraag of hij van plan is om weer in zijn oude beroep te vervallen, antwoordt hij dat hij daar geen interesse meer in heeft. In plaats daarvan gaat hij signeren, omdat zowel Bas als Aad boeken hebben uitgebracht en dit hem wel eens heel beroemd zal maken. Als de Baron hem sommeert om er vlug van door te gaan, zegt Japie: "Nee baas, zo vlug is Japie niet meer."

## Trivia
- "Vlugge Japie" wordt als merknaam voor Lidl-kruidkoek gebruikt. Dit is een knipoog naar de Snelle Jelle-kruidkoek van Peijnenburg.